# Lori Loughlin
Lori Anne Loughlin (Queens, 28 luglio 1964) è un'attrice e modella statunitense famosa per il ruolo di Rebecca Donaldson-Katsopolis nella sitcom della ABC Gli amici di papà e del suo sequel di Netflix Le amiche di mamma.
Lori Loughlin ha anche avuto successo interpretando i ruoli di Jody Travis in Ai confini della notte, Debbie Wilson nella serie 90210, Jennifer Shannon nella serie di film per la televisione Garage Sale Mystery ed Abigail Stanton in Quando chiama il cuore. Ella è stata co-creatrice, produttrice e attrice della serie Summerland.

## Biografia
Durante la sua giovinezza ha frequentato la Oceanside Oaks School e la Hauppauge High. La sua carriera nel mondo dello spettacolo cominciò come fotomodella nel 1976. Ancora giovanissima prese frequentemente parte ad alcune pubblicità televisive prima di diventare testimonial ufficiale Sears Holdings Corporation. Nel 1980 prese parte alla soap opera della ABC Ai confini della notte, in cui interpretava un'aspirante ballerina di nome Trevis.
Tre anni e mezzo dopo, incitata del collega ed amico Joel Crothers, Loughlin decise di intraprendere la strada dei film per la televisione e l'esperienza più importante avvenne in Gli amici di papà, in cui ebbe la parte di Rebecca Donaldson. Il suo esordio nel cinema avvenne con Terrore al luna park (1985), al quale sarebbe seguito in poco tempo L'ammiratore segreto dello stesso anno.
Dal 2004 al 2005 Lori Loughlin è la protagonista di Summerland, telefilm statunitense arrivato anche in Italia nell'estate del 2005. Nel 2008 interpreta il ruolo di Debbie Wilson nella serie televisiva 90210, spin off di Beverly Hills 90210, serie degli anni novanta. Ad agosto 2010 è fotografata da Joey Shaw sulla copertina della rivista H mag.

## Vicende giudiziarie: condanna per corruzione e truffa
Il 12 marzo 2019 Lori Loughlin e suo marito furono arrestati in relazione al pagamento di mazzette per ottenere l'ammissione delle figlie in prestigiose università statunitensi.  Il caso, partito dall'operazione dell'FBI Operation Varsity Blues, dal titolo dell'omonimo film del 1999, coinvolse anche la nota attrice Felicity Huffman oltre che famosi manager, professionisti e conosciute personalità statunitensi tra cui Gamal Aziz, ex-presidente di Wynn Resorts ed ex amministratore delegato di MGM Resorts International e Douglas M. Hodge, ex amministratore delegato di PIMCO, ed interessò diverse importanti università: Georgetown, Stanford, Yale, USC, la Wake Forest University, UCLA, University of San Diego (USD),e Austin UT.
L’FBI appurò che Lori Loughlin e suo marito avevano pagato oltre mezzo milione di dollari per far ammettere le loro figlie alla prestigiosa University of Southern California; l'inchiesta fece emergere che l'artista aveva creato un finto profilo da canottiera agonistica di alto livello per la figlia Olivia Jade, famosa youtuber, facendola fotografare su un remoergometro per sostenere la sua falsa appartenenza ad un circolo remiero, facendole così acquisire dei titoli che le avrebbero facilmente permesso il superamento dei severi esami di ingresso che caratterizzano le rinomate università statunitensi, le quali attribuiscono notevole importanza ai meriti sportivi dei propri studenti. Lori Loughlin fu condannata a due mesi di carcere, scontati dall’ottobre al dicembre del 2020 in un penitenziario californiano, a due anni di libertà vigilata, terminata a dicembre 2020, obbligata a pagare un'ammenda di 150 000 dollari e a prestare 100 ore di lavori socialmente utili da effettuarsi dopo la sua scarcerazione. Suo marito fu condannato a cinque mesi di prigione, al pagamento di un'ammenda di 250 000 dollari e allo svolgimento di 250 ore di lavori socialmente utili.
In seguito a tali avvenimenti alcuni laureati dell’Università Stanford citarono in giudizio Lori Loughlin e suo marito ritenendo che la vicenda li avesse danneggiati provocando una svalutazione del valore del prestigioso titolo di studio da loro conseguito grazie a duro studio oltreché profumatamente pagato. Le figlie dell'attrice non furono espulse dalla University of Southern California e continuarono a frequentarla. Nel giugno 2020 Lori Loughlin e suo marito si dimisero dal noto Bel-Air Country Club di Los Angeles dopo che l'ex presidente del circolo inviò loro una feroce lettera in cui accusava il club privato di essere diventato un rifugio per 'noti criminali'; il mese successivo vendettero la loro villa di Bel Air al cofondatore di Tinder per 18,75 milioni di dollari.

## Vita privata
Nel 1989 ha sposato il banchiere Michael Burns dal quale ha divorziato poi nel 1996. Dal 1998 è sposata con Mossimo Giannulli, fashion designer dal quale ha avuto due figlie: Isabella e Olivia.

## Filmografia

### Cinema
- Amityville 3D (Amityville 3-D), regia di Richard Fleischer (1983)
- Terrore al luna park (The New Kids), regia di Sean S. Cunningham (1985)
- L'ammiratore segreto (Secret Admirer), regia di David Greenwalt (1985)
- Rad, regia di Hal Needham (1986)
- Sulla cresta dell'onda (Back to the Beach), regia di Lyndall Hobbs (1987)
- La notte prima (The Night Before), regia di Thom E. Eberhardt (1988)
- Casper - Un fantasmagorico inizio (Casper: A Spirited Beginning), regia di Sean McNamara (1997)
- Suckers, regia di Peter Cohn (1999)
- Missione ad alto rischio (Critical Mass), regia di Fred Olen Ray (2000)
- Farce of the Penguins, regia di Bob Saget (2006) (voce)
- Moondance Alexander, regia di Michael Damian (2007)
- Daddy Sitter (Old Dogs), regia di Walt Becker (2009)
- Creawlspace, regia di Josh Stolberg (2010)

### Televisione
- La famiglia Smith (The Smith Family) – serie TV, episodio 2x13 (1971)
- Tre nipoti e un maggiordomo (Family Affair) – serie TV – episodio 5x23 (1971)
- Tradimenti – film TV, regia di Fielder Cook (1979)
- Ai confini della notte (The Edge of Night) – serie TV, 67 episodi (1980-1983)
- Matt Houston – serie TV, episodio 1x07 (1982)
- The Tom Swift and Linda Craig Mystery Hour – film TV, regia di Harry Harris (1983)
- North Beach and Rawhide – film TV, regia di Harry Falk (1985)
- Giustizia violenta (The Brotherhood of Justice) – film TV, regia di Charles Braverman (1986)
- Un giustiziere a New York (The Equalizer) – serie TV, 2 episodi (1986-1987)
- CBS Schoolbreak Special – serie TV, 2 episodi (1986-1988)
- Il coraggio di una madre (A Place to Call Home) – film TV, regia di Russ Mayberry (1987)
- CBS Summer Playhouse – serie TV, episodio 2x03 (1988)
- Great Performances – serie TV, 1 episodio (1988)
- Gli amici di papà (Full House) – serie TV, 152 episodi (1988-1995)
- ABC TGIF – serie TV, episodi ? (1990)
- Nonna stiamo arrivando (To Grandmother's House We Go) – film TV, regia di Jeff Franklin (1992)
- Inside America's Totally Unsolved Lifestyles – film TV, regia di Dave Thomas (1992)
- Nel segno del padre (Doing Time on Maple Drive) – film TV, regia di Ken Olin (1992)
- Madre a tutti i costi (Empty Cradle) – film TV, regia di Paul Schneider (1993)
- A Stranger in the Mirror – film TV, regia di Charles Jarrott (1993)
- Senza alcuna difesa - Una donna sola (One of Her Own) – film TV, regia di Armand Mastroianni (1994)
- Sola con i miei bambini (Abandoned and Deceived) – film TV, regia di Joseph Dougherty (1995)
- Hudson Street – serie TV – 22 episodi (1995-1996)
- Vite bruciate (In the Line of Duty: Blaze of Glory) – film TV, regia di Dick Lowry (1997)
- Segreti di un killer (Tell Me No Secrets) – film TV, regia di Bobby Roth (1997)
- Il prezzo del coraggio (The Price of Heaven) – film TV, regia di Peter Bogdanovich (1997)
- Seinfeld – serie TV, episodio 9x03 (1997)
- Progetto Medusa - Minuti contati (Medusa's Child) – film TV, regia di Larry Shaw (1997)
- Cursed – serie TV, episodio 1x11 (2001)
- Spin City – serie TV, 3 episodi (2001)
- Birds of Prey – serie TV, episodio 1x05 (2001)
- The Drew Carey Show – serie TV, 2 episodi (2002)
- Eastwick – film TV, regia di Michael M. Robin (2002)
- Justice League Unlimited – serie TV, episodio 1x07 (2004) (voce)
- Summerland – serie TV, 26 episodi (2004-2005)
- Missing – serie TV, 2 episodi (2005)
- Ghost Whisperer - Presenze (Ghost Whisperer) – serie TV, episodio 1x17 (2006)
- Jake in Progress – serie TV,  episodio 2x08 (2006)
- In Case of Emergency – serie TV, 13 episodi (2007)
- 90210 – serie TV, 69 episodi (2008-2010)
- Un soldato, un amore (Meet My Mom) – film TV, regia di Harvey Frost (2010)
- Psych – serie TV, episodio 7x13 (2013)
- Non toccate mia figlia (A Mother's Rage) – film TV, regia di Oren Kaplan (2013)
- Late Night with Jimmy Fallon – serie TV, 1 episodio (2013) (non accreditata)
- Major Crimes – serie TV, episodio 2x08 (2013)
- Garage Sale Mystery, – serie TV, 17 episodi (2013-in corso)
- When Calls the Heart – film TV, regia di Michael Landon Jr. (2013)
- Addicts Anonymous – serie TV, episodio 1x06 (2013)
- Vicini del terzo tipo – serie TV, episodio 2x13 (2014)
- Quando chiama il cuore (When Calls the Heart) – serie TV, 49 episodi (2014-2018)
- Polo Nord: Il potere magico del Natale ("Northpole: Open for Christmas") – film TV, regia di Douglas Barr (2015)
- The Tonight Show Starring Jimmy Fallon – serie TV, 1 episodio (2016)
- Blue Bloods – serie TV, episodio 7x01 (2016)
- Una strana storia di Natale (Every Christmas Has a Story) – film TV, regia di Ron Oliver (2016)
- Le amiche di mamma (Fuller House) – serie TV, 9 episodi (2016-2017)
- Homegrown Christmas, regia di Mel Damski – film TV (2018)

## Doppiatrici italiane
Nelle versioni in italiano delle opere in cui ha recitato, Lori Loughlin è stata doppiata da:
- Claudia Razzi in Madre a tutti i costi, Daddy Sitter, Major Crimes
- Sabrina Duranti in 90210, Quando chiama il cuore
- Laura Boccanera ne L'ammiratore segreto
- Cinzia De Carolis in Casper - Un fantasmagorico inizio
- Claudia Balboni in Ghost Whisperer - Presenze
- Silvia Tognoloni in Sulla cresta dell'onda
- Alessandra Korompay in Non toccate mia figlia
- Claudia Catani in Summerland
- Isabella Guida ne Gli amici di papà
- Antonella Alessandro ne Le amiche di mamma
- Elena Canone in Garage Sale Mystery
- Roberta Pellini in On Call - Di pattuglia